# 달란자드가드 공항
달란자드가드 공항(몽골어: Гурван Сайхан нисэх онгоцны буудал, IATA: DLZ, ICAO: ZMDZ)은 몽골 우므느고비 주 달란자드가드에 있는 공항으로 공식적으로 국제공항으로 되어 있으나 몽골로 가는 국내선만 운항하고 있으며 국제선을 이용하려면 울란바토르로 가는 항공기를 이용해야 한다.

## 운항 노선

### 국내선
| 항공사          | 목적지     |
| --------------- | ---------- |
| 에어로 몽골리아 | 울란바토르 |
| 이즈니스 항공   | 울란바토르 |

## 같이 보기
- 몽골의 항공사 목록